# Бишанкур
Бишанкур (фр. Bichancourt) насеље је и општина у североисточној Француској у региону Пикардија, у департману Ен (Пикардија) која припада префектури Лаон.
По подацима из 2011. године у општини је живело 1.053 становника, а густина насељености је износила 136,22 становника/km². Општина се простире на површини од 7,73 km². Налази се на средњој надморској висини од 61 метар (максималној 67 m, а минималној 41 m).

## Демографија
| 1962. | 1968. | 1975. | 1982. | 1990. | 1999. | 2011. |
| ----- | ----- | ----- | ----- | ----- | ----- | ----- |
| 724   | 768   | 756   | 924   | 902   | 941   | 1.053 |

График промене броја становника у току последњих година